# 紙熊貓

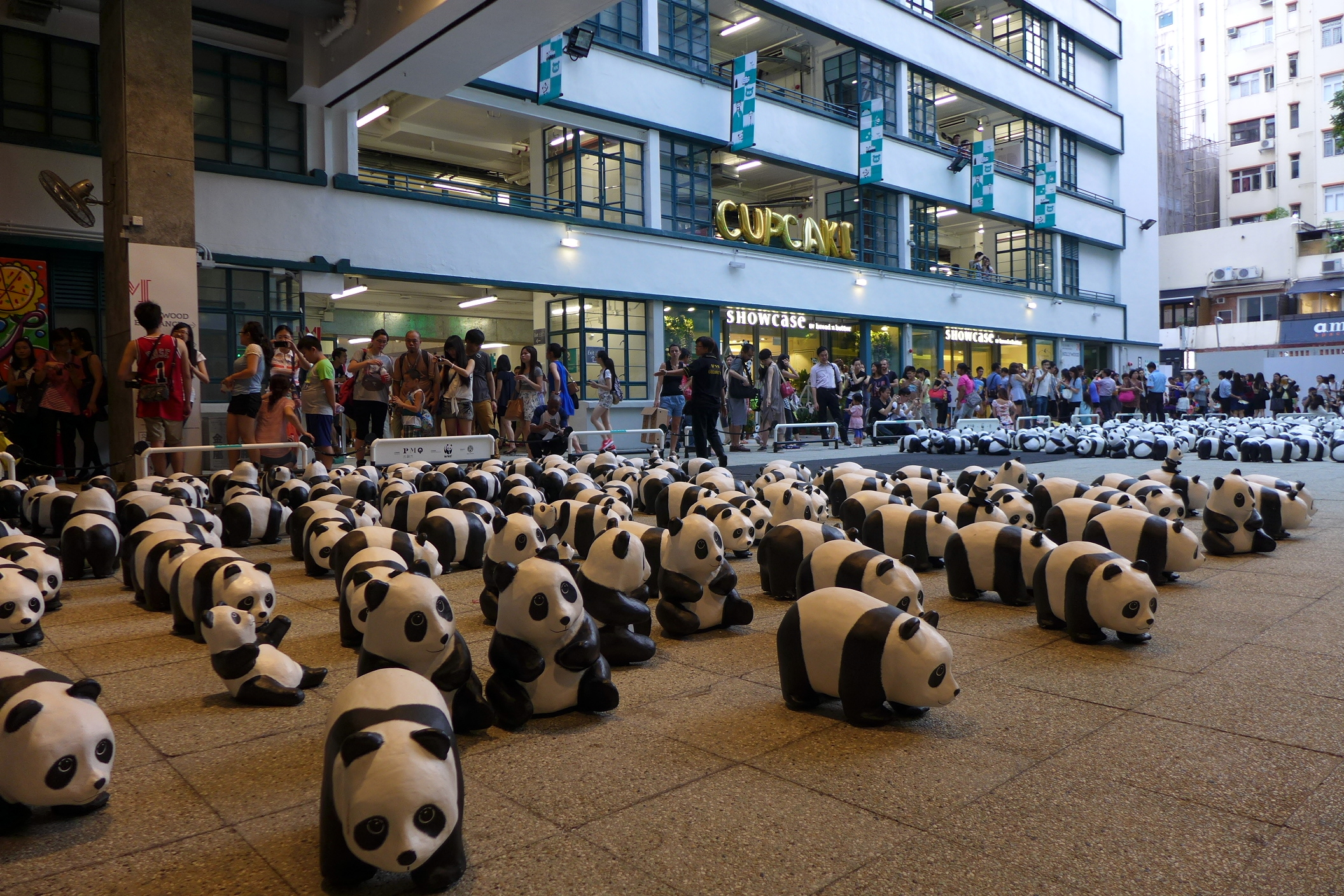
紙熊貓在香港元創方展出

紙熊貓（法文：Papier Mâché Pandas）是法國藝術家Paulo Grangeon創作的紙製大熊貓藝術品，共有1,600隻，象徵現時世界上僅存1,600隻野生大熊貓。

## 緣起
2008年，世界自然基金會（WWF）法國分會為了慶祝創立35週年，便邀請Paulo Grangeon合作構思這個藝術品，當年於巴黎市政廳首次展出，之後曾到法國、意大利、瑞士、台灣、香港、首爾等地巡迴展出